# Triển lãm di động toàn cầu
GSMA Triển lãm di động toàn cầu (GSMA Mobile World Congress) là sự kết hợp hội nghị triển lãm ngành công nghiệp di động lớn nhất thế giới và hội nghị gồm có giám đốc điều hành đại diện cho mỗi hãng điện thoại di động, sản xuất thiết bị, nhà cung cấp công nghệ, nhà cung cấp và sở hữu nội dung từ khắp quốc gia trên thế giới. Sự kiện này, ban đầu được đặt tên là GSM World Congress và sau đó đổi tên thành 3GSM World Congress, vẫn thường được gọi là 3GSM hoặc 3GSM World.

## Thông tin chi tiết

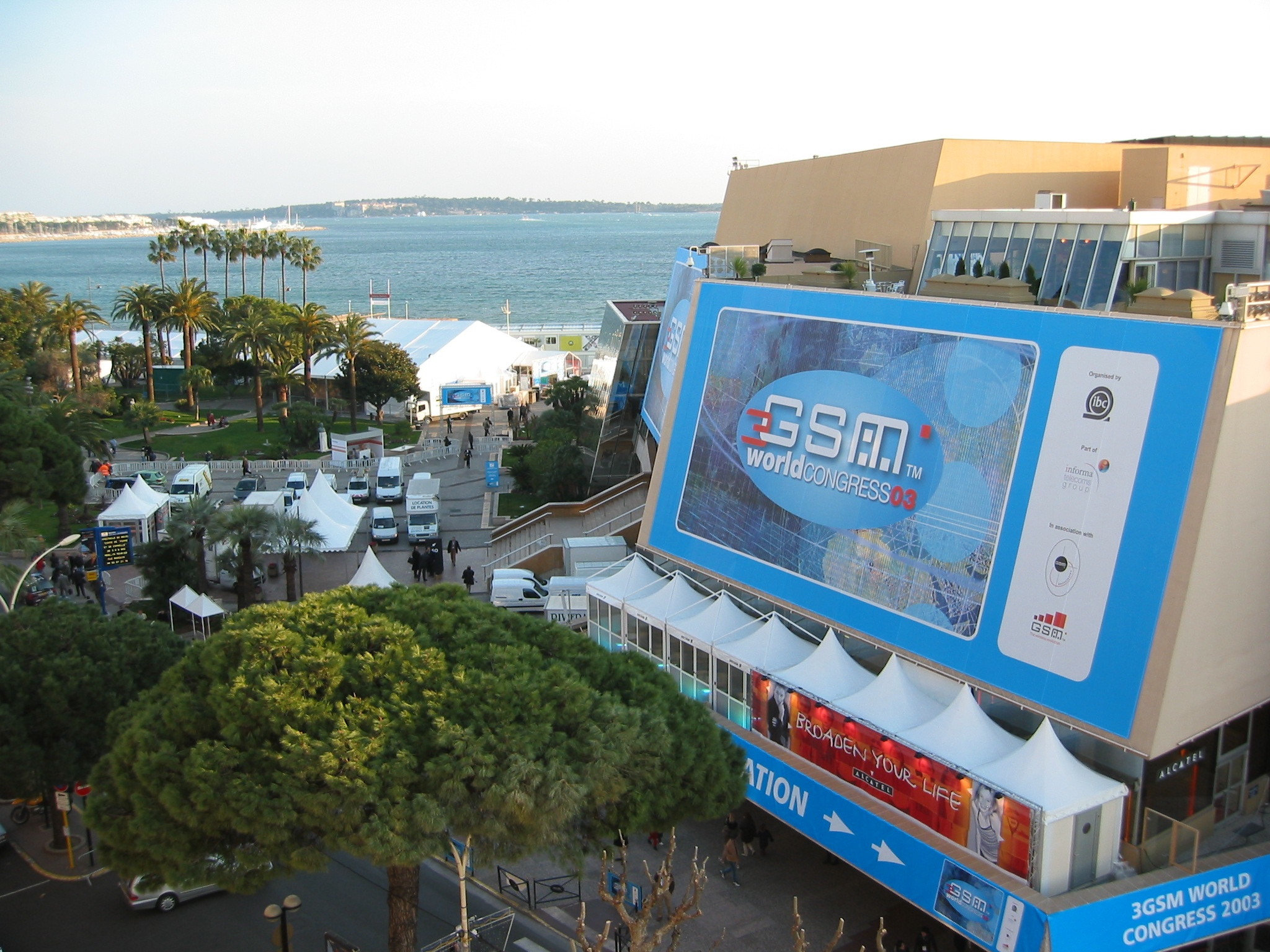
GSMA Mobile World Congress 2003

GSMA Triển lãm di động toàn cầu gần đây nhất được tổ chức vào tháng 2 tại Fira Gran Via venue ở Barcelona, Catalonia, Tây Ban Nha. Khách đến tham dự hằng năm khoảng 60.000-70.000 người. Cho đến 2006 sự kiện được tổ chức tại Cannes và được biết đến như 3GSM World.  Tham dự gồm đại diện từ hơn 200 quốc gia từ khắp thế giới.
GSMA Triển lãm di động toàn cầu 2013 được tổ chức từ 25 đến 28 tháng 2 năm 2013. Chủ đề của nó là Chân trời mới của điện thoại di động với sự tham gia của hơn 70.000 người.
GSMA Triển lãm di động toàn cầu 2014 sẽ được tổ chức vào 24-27 tháng 2 năm 2014.

## Sự kiện trước
- 2013 GSMA Triển lãm di động toàn cầu tổ chức từ 25–28 tháng 2 tại Fira Gran Via, ở Barcelona, Tây Ban Nha.
- 2012 GSMA Triển lãm di động toàn cầu tổ chức từ 27 tháng 2 đến 1 tháng 3 năm 2012.
- 2011 GSMA Triển lãm di động toàn cầu tổ chức từ 14–17 tháng 2 năm 2011
- 2010 GSMA Triển lãm di động toàn cầu tổ chức từ 15–18 tháng 2 năm 2010
- 2009 GSMA Triển lãm di động toàn cầu tổ chức từ 16–19 tháng 2 năm 2009

Vào năm 2011 ứng dụng miễn phí của Android và iPhone đã được thiết kế, cung cấp khả năng điều hướng tiêu chuẩn tại Barcelona và Tây Ban Nha trong suốt sự kiện MWC 2011 trước và sau một tuần.
Vào năm 2011, nó được công bố rằng Barcelona, Tây Ban Nha được chọn như là "GSMA Mobile. World Capital" và tiếp tục tổ chứ GSMA Mobile World Congress đến năm 2018.

## Liên kết
- GSMA Mobile World Congress - the official show site
- Official GSMA site Lưu trữ ngày 22 tháng 2 năm 2011 tại Wayback Machine
- GSMA Mobile Asia Expo Lưu trữ ngày 5 tháng 7 năm 2013 tại Wayback Machine
- Global Mobile Awards
- Mobile World Capital
- Mobile World Congress Security Tips, Restaurants, Barcelona Tours, Tourist Information, Transportation, Airlines discounts, Accommodations